# Новая (Талдомский городской округ)
Новая — деревня в Талдомском районе Московской области Российской Федерации, в составе сельского поселения Гуслевское. Население — 8 чел. (2010).
Деревня имеет общую административную границу с деревней Павловичи и Князчино.

## Население
| 1859 | 1905 | 1926 | 2002 | 2006 | 2010 |
| ---- | ---- | ---- | ---- | ---- | ---- |
| 110  | ↘98  | ↘87  | ↘11  | ↘6   | ↗8   |

## История
Помещичья деревня. В 1862 году состояла из 14 дворов, проживало 110 жителей. В 1895 году в деревне проживало 99 человек. В 1905 году 15 дворов, 98 жителей.